# Ваша хвиля
«Ваша хвиля» — українська державна радіостанція, другий канал полтавського обласного радіо.
«Ваша хвиля» є першою державною FM-станцією на Полтавщині та другою в Україні.

## Історія мережі
Вперше радіостанція вийшла в ефір 2 листопада 1995 року під позивними «Лтава-2».
У Полтаві на теперішній частоті мовлення розпочалося влітку 1996 року. Наступним населеним пунктом стала Красногорівка. Завдяки РПЦ, встановленому 10 червня 2000 станція охопила близько 70% території області. 2007 року до мережі приєдналися Переліски, а 2008 року розпочалось мовлення у Кременчуці. 2012 року — мовлення розпочато у м. Гадяч.
Цього ж року радіостанція отримала звання «найбільшої FM-мережі Полтавщини».
Найближчим часом має розпочатися мовлення у Гребінці та Лелюхівці.

## Концепція мережі
«Ваша хвиля» веде мовлення виключно українською мовою. 95% програм (близько 40-ка на тиждень) складають програми виробництва Полтавської ОДТРК. Це такі, як «Полтавська паралель», «Людина і природа», «Фм Кав'ярня», «Про близьке і нерозгадане», «Точка зору», «Школа батьківства», «Жіноча логіка» тощо.
На початку кожної години в ефірі Новини Полтавщини. Протягом дня 4 випуски підсумкових новин «Полтавщина, Україна і світ».
У суспільно-політичних програмах розповідається про досвід впровадження ринкових відносин, економічні показники та інше. Запрошуються компетентні фахівці, відповідальні працівники для роз'яснення у прямому ефірі важливих рішень органів законодавчої, виконавчої влади та органів місцевого самоврядування.
Художні програми пропагують найкращі надбання митців світу, України, Полтавщини, колективів художньої самодіяльності, знайомлять з новими творами сучасних композиторів, художників, ансамблів тощо.
Молодіжні програми основну увагу приділяють вихованню молоді на ідеалах патріотизму і національної самосвідомості, їх участі у державотворчих процесах сьогодення.
У спортивних програмах — останні новини, прямі репортажі зі змагань, розповіді і нариси про найкращі колективи і майстрів спорту області і держави.

## Технічні параметри
«Ваша хвиля» веде мовлення 15 годин на добу: із 7:00 до 22:00 у 6-ти населених пунктах Полтавщини:
- Полтава: 101.8 МГц, передавач покриває східну частину області;
- Переліски: 102.5 МГц, передавач покриває північно-східну частину області;
- Кременчук: 105.4 МГц, передавач покриває південну частину області;[2]
- Гадяч: 103.1 МГц, передавач покриває північну частину області;
- Красногорівка: 106.3 МГц, передавач покриває центральну частину області.
- Гребінка: 101.4 МГц, передавач покриває західну частину області;

Таким чином, поза зоною покриття опинилися Чорнухинський та Лохвицький райони.